# Leiothrix curvifolia
Leiothrix curvifolia är en gräsväxtart som först beskrevs av August Gustav Heinrich von Bongard, och fick sitt nu gällande namn av Wilhelm Willy Otto Eugen Ruhland. Leiothrix curvifolia ingår i släktet Leiothrix och familjen Eriocaulaceae.

## Underarter
Arten delas in i följande underarter:
- L. c. curvifolia
- L. c. plantago